# علىالحالمي (السبرة)

تعديل مصدري - تعديل

علىالحالمي محلة تابعة لقرية الغبيراء، التابعة لعزلة بلادالشعيبي العليا بمديرية السبرة إحدى مديريات محافظة إب في الجمهورية اليمنية.، بلغ تعداد سكانها 31 حسب تعداد اليمن لعام 2004.